# Georges Ier de Byurakan
Pour les articles homonymes, voir Georges Ier.
Georges Ier de Byurakan ou Géorg Ier Biwrakanc‘i (en arménien Գևորգ Ա Բյուրականցի ) est  Catholicos de l'Église apostolique arménienne de 792 à 795.

## Biographie
Georges ou Géorg, dit Biwrakanc‘i, surnommé ensuite Hoylorbuk (?), est né dans le village d’Ochakan, dans le canton d’Aragatsotn. Il devient Catholicos à la suite de Salomon de Garni mais il meurt deux ans après.
Sous son catholicossat, l’émigration des Arméniens dans l’Empire byzantin se poursuit et, en 794, nombre de ses compatriotes sont transportés de forces en Sicile par ordre de l’empereur Constantin VI. D’autres Arméniens se tournent vers les Arabes afin de faire face avec eux aux invasions dévastastatrices des Khazars, alliés de Byzance en Transcaucasie.